# Vruntschap

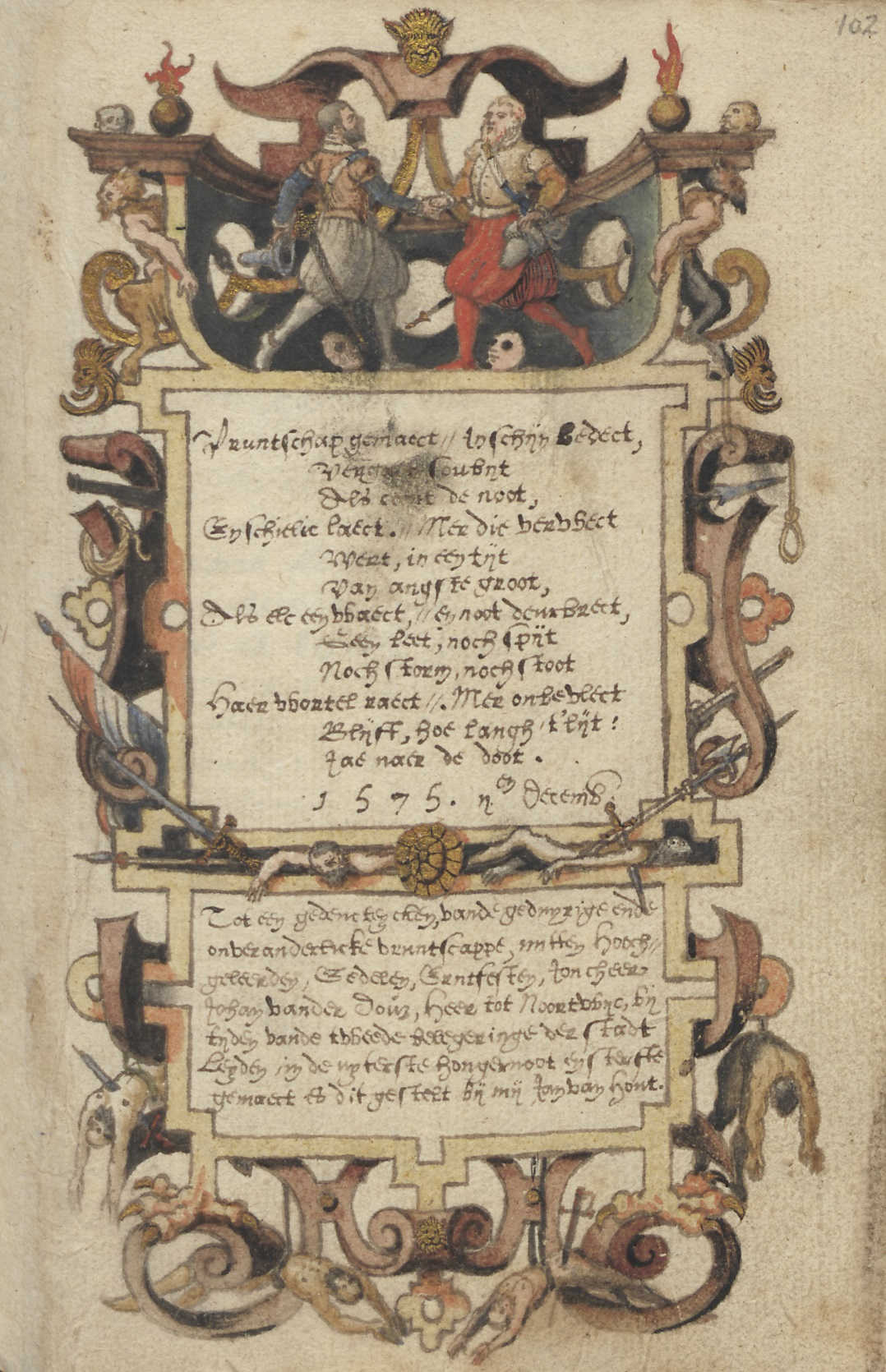
Gedicht 'Vruntschap' van Jan van Hout in het 'vriendenboek' van Janus Dousa (1575)

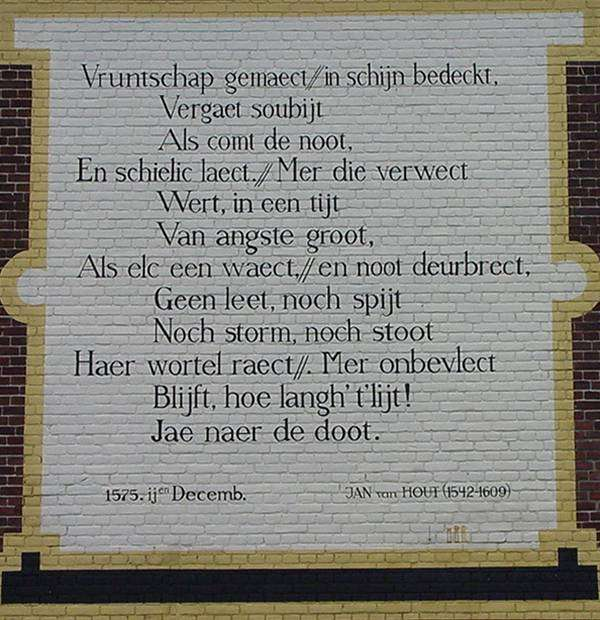
Muurgedicht Vruntschap in de 3 Octoberstraat te Leiden

Vruntschap (vriendschap) is een Nederlands gedicht uit 1575, gemaakt door Jan van Hout voor Janus Dousa.

## Het gedicht
Het gedicht staat in het album amicorum of 'vriendenboek' van Janus Dousa, dat bewaard wordt door de bibliotheek van de Leidse Universiteit. Het werd in 1893 geschonken door jhr. mr. dr. Willem Frederik Röell (1870-1942) wiens familie het manuscript meer dan anderhalve eeuw in bezit had. Dousa beschikte over een uitgebreide vrienden en kennissenkring en onderhield zijn 'vriendenboek' gedurende lange tijd. Het bevat bijdragen van 134 personen, waarbij onder meer 29 geschilderde familiewapens, vijf tekeningen en twee ingeplakte gravures. Op folio 102r herinnert Jan van Hout met zijn bijdrage aan hun vriendschap in relatie tot het Beleg van Leiden.
Vergaet soubijt
Als comt de noot,
En schielic laect.// Mer die verwect
Wert, in een tijt
Van angste groot,
Als elc een waect,// en noot deurbrect,
Geen leet, noch spijt
Noch storm, noch stoot
Haer wortel raect//. Mer onbevlect
Blijft, hoe langh' t'lijt!
Jae naer de doot.
Onder het gedicht staat geschreven:

Tot een gedencteycken, vande geduyrige ende onveranderlicke vruntscappe, mitten Hooch-geleerden, Eedelen, Erntfesten, Joncheer Johan vander Douz, Heer tot Noortwyc, bij tyden vande tweede belegeringe der stadt Leyden, in de uyterste hongernoot en sterfte gemaect es dit gestelt bij mij, Jan van Hout.

## Commentaar
Het twaalfregelige gedicht bevat twee soorten rijmen. Naast het eindrijm, heeft het in regel 4, 7 en 10 ook nog een binnenrijm, aangegeven met behulp van de dubbele schuine streep. Het is door Van Hout zelf gedateerd: 2 december 1575. Dat is ruim een jaar na het Leidse Ontzet van 3 oktober 1574. Van Hout zinspeelt op de moeilijke periode tijdens het Beleg van Leiden.

## Muurgedicht
In mei 1995 werd door de Stichting Tegen-Beeld Van Houts gedicht 'Vruntschap' als muurgedicht aangebracht op een gevel in de 3 Octoberstraat in de Nederlandse stad Leiden.